# اوسپخ
اوسپخ (به لاتین: Uspekh) یک منطقهٔ مسکونی در روسیه است که در استان آستراخان واقع شده‌است.